# Putter Smith
Patrick Verne "Putter" Smith (Bell, California, 19 de enero de 1941) es un músico y actor estadounidense. Es más conocido por haber grabado y tocado en vivo con una gran cantidad de artistas musicales desde la década de 1960, como Thelonious Monk, Ray Charles, Duke Ellington y Mason Williams, y por su aparición en el filme de James Bond Diamonds Are Forever (1971).

## Biografía
Smith nació en Bell, California, y empezó a tocar el bajo a los ocho años, inspirado por su hermano mayor, el músico de jazz Carson Smith. Dio su primer concierto a los trece años en el Compton Community Center.
Desde comienzos de la década de 1960, Smith realizó presentaciones en vivo con artistas como Thelonious Monk, Art Blakey, Duke Ellington, Billy Eckstine, Diane Schuur, Lee Konitz, Bruce Forman, Jackie and Roy, Carmen McRae, Gary Foster, Art Farmer, Blue Mitchell, Erroll Garner, Gerry Mulligan, Art Pepper, Alan Broadbent, Bob Brookmeyer, Warne Marsh, Ray Charles, Patrice Rushen, Michael Kanan, Jorge Rossy, Jimmy Wormworth, Mason Williams, Percy Faith, Burt Bacharach, The Manhattan Transfer y Johnny Mathis. También trabajó como músico de sesión para Beck, Smokey Hormel, Sonny & Cher, The Beach Boys y The Righteous Brothers, entre otros.
Se desempeñó como maestro de música en el Musicians Institute (MI) y en el Instituto de las Artes de California.
Mientras tocaba en vivo con Thelonious Monk en un club de jazz de Los Ángeles, el cineasta Guy Hamilton lo seleccionó para interpretar al asesino conocido como Sr. Kidd (pareja del Sr. Wint, interpretado por Bruce Glover) en la película del agente secreto James Bond Diamonds Are Forever (1971). Desde entonces, registró otras apariciones en cine y televisión.

## Filmografía
- Diamonds Are Forever (1971) – Sr. Kidd
- Win, Place or Steal (1974) – Kangaroo
- In the Mood (1987) – Ministro